# Болгаризація
Болгаризація (болг. българизация; побългаряване) — сукупність дій та умов, спрямованих на асиміляцію неболгарського населення Болгарії. Найбільше це торкнулося мусульманського та тюркомовного населення Болгарії. Також «болгаризацією» болгарські мовознавстві називають асиміляцію іншомовних лексичних елементів до такого ступеня, що носії мови не сприймають їх ані чужими, ані новими.

## Історія

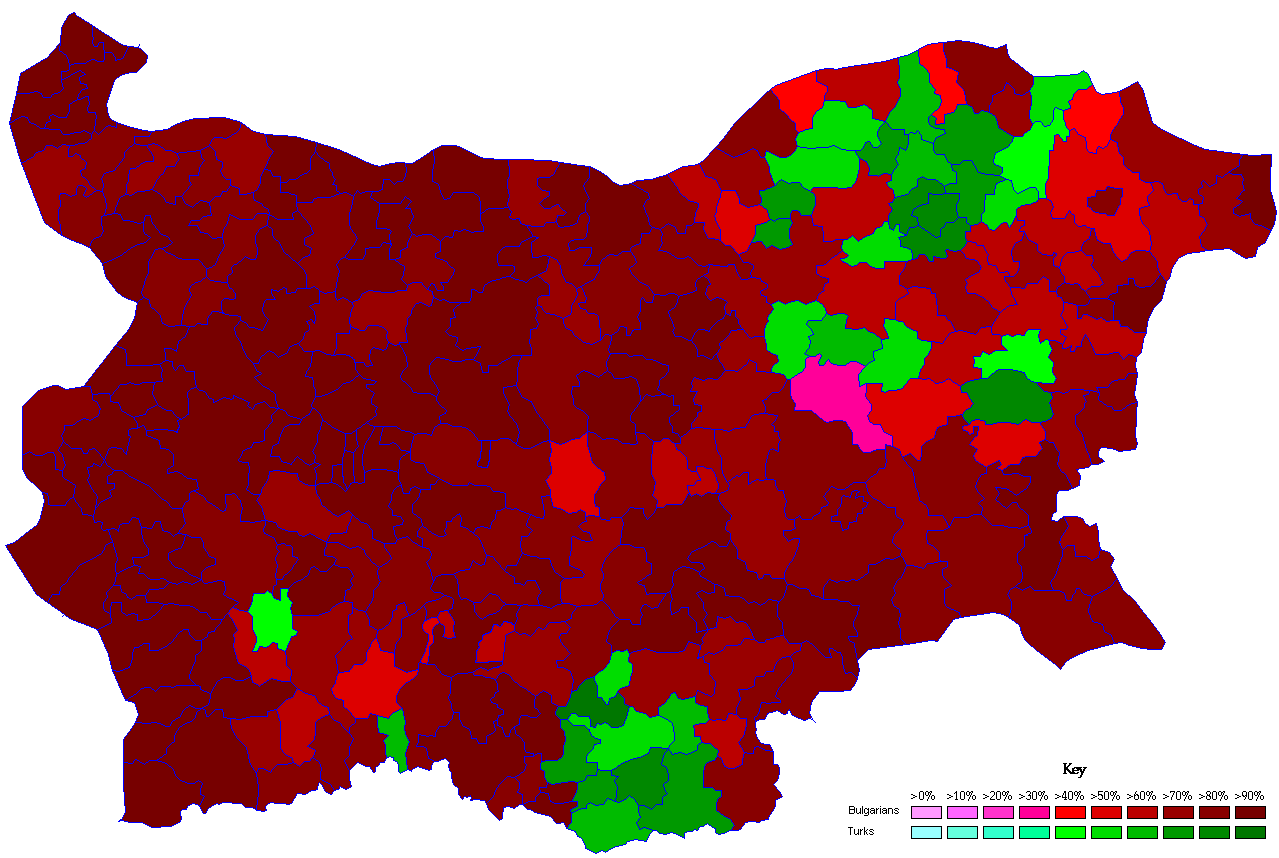
Розселення турків (виділено зеленим кольором та його відтінками) згідно з переписом населення 2011 року

Болгарські турки чи румелійські турки, це нащадки турецьких поселенців  (так звані юрюки), які прийшли до регіону після османського завоювання Балкан наприкінці XIV — на початку XV століття, а також болгар, що навернулись до ісламу, були отурченні протягом століть османського правління. Нині на південному-сході Болгарії переважно мешкають нащадки турецьких переселенців румелійські турки, на північному сході країни — нащадки асимільованих болгар та представників кочових тюркських племен найрізноманітнішого походження (кумани, печеніги, половці, уруми та инші).
Процес поступової «болгаризації» розпочався після отримання незалежності Болгарією у 1878 році. 19 квітня 1909 року в Стамбулі між Османською імперією та Третім болгарським царством було укладено угоду, за якою Османи визнала незалежність держави болгар, які за це гарантують дотримання релігійних та громадянських прав турків та мусульман Болгарії. Так з незалежністю Болгарії місцеві турки, які мали привілейований статус в Османській імперії, стали нацменшиною у Болгарському царстві.
У 1941—1944 роках, під час окупації Македонії та Західної Фракії болгарськими військами, також були спроби «болгаризації» місцевого македонського, грецького та тюркомовного населення. У Вардарській Македонії болгарська влада ввела своє законодавство, запровадила болгарські школи, усувала діалектні відмінності між болгарською та македонською мовами та заборонила саме поняття «македонець». Було відновлено єпархії болгарського екзархату. У відповідь почалася партизанська війна, а під кінець війни болгари проголосили Незалежну республіку Македонію, яка проіснувало з 8 вересня до 13 листопада 1944 року.
У 1948-1951 роках населенні пункти де мешкали помаки, що знаходяться на кордоні з Грецією, переважно навколо міст Разлог та Смолян, чисельністю понад 15 тис. осіб, були насильно переміщені в инші частини Болгарії. Багато з них були ув'язнені в тюрми і табори. У 1955 році ця політика зазнала невдачі, і помакам дозволили повернутися в прикордонні села. У 1972—1973 роках була проведена насильницька «болгаризація» всіх помаків, було змінено їх традиційні імена та прізвища на болгарські. Помаки виступили проти цих заходів, після придушення опору більше 500 помаків були арештовано та поміщено у в'язниці. Також були заборонено мусульманські традиції помаків, релігійні обряди та свята (обрізання, похорони та весілля).
1949 року комуністичним режимом було здійснено націоналізацію землі, і це також сприяла тому, що тисячі турків-хліборобів репатріювали у Туреччини. У цей період еміграцію турків стимулював ще й атеїзм в Болгарії, який встановили комуністи. У період з 1949 по 1951 рік з Болгарії емігрувало близько 155 тисяч турків.
У 1958 році на спеціальному засіданні болгарської компартії було вирішено посилити політику по відношенню до турків. У 60-ті роки були закриті турецькі школи, практично були відсутні газети та книги турецькою мовою.
1968 року між Болгарією та Туреччиною було підписано десятирічної угоди про «возз'єднання розділених сімей», за якою близько 115 тис. турків, мусульман та тюркомовних емігрували з Болгарії.
У часи правління Тодора Живкова, під час так званого «Живковізму», у національній політиці було проголошено «Відроджувальний процес», який розпочався на початку 1970-х років і тривав до кінця 1980-х років 20 століття. Термін «Відроджувальний процес» мав засвідчити, що йдеться не про примусову «болгаризацію» турків та інших мусульман, а про повернення колись примусово ісламізованих болгар до свого етнічного коріння.
Одним з етапів «Відроджувального процесу» стала «болгаризацію» всіх етнічних груп та національних меншин, яка розпочалась у 1984 році. Тодор Живков пояснював «болгаризацію» мусульман «кіпрським синдромом». Очільник Болгарії побоювався, що країна піде шляхом Кіпру, і буде розколота турками на дві частини. Найбільше «болгаризація» торкнулося мусульманського та тюркомовного населення НРБ (турків, помаків, албанців, циган-мусульман, ґаґаузів, кримських татар, черкесів та инших): закривалися мечеті, заборонялися мусульманські обряди, а людей насильно змушували брати болгарські імена. Під «болгаризацію» також потрапили й румуни, греки, серби та инші нацменшини Болгарії.
На території північного заходу Болгарії нині мешкає близько 4 тис. волохів — місцевої громади румунів, які розмовляють діалектом румунської мови. Свого часу їх також було піддано «болгаризації», під час якої тисячі волохів емігрували у Румунію.

### «Болгаризація» в УРСР
В УРСР «болгаризація» проводилась з 1923 року до 1938 року, і була частиною коренізації. Станом на 1926 рік в Південній Україні існувало 44 болгарських сільради, загальна кількість населення в них становила 96 448 осіб, з яких 92 347 — болгари (91,9 %).
У 1927 році було сформовано чотири болгарських національних райони: Романівський, Цареводарівський (згодом — Коларівський та Ботєвський) Мелітопольської округи, Велико-Буялицький (пізніше — Благоєвський) Одеської округи та Вільшанський Первомайської округи. Наприкінці 1927 року діловодство та судочинство у місцях компактного проживання болгарського населення велося болгарською мовою.
У роки «болгаризації» виходили: центральна болгарська газета «Сьрп и чук», «Колективно поле», «Комунар», «Колхозен труд», журнали «Бьди готов!», «Млад ударник», «Агротехник». Виданням художнього, суспільно-політичного, навчальної літератури займалися болгарські сектори Всеукраїнської філії Центрвидаву (з 1926 по 1931) та Укрдержнацменвидаву (з 1932 по 1941).
У болгарських районах функціонували болгарські школи, кількість яких зросла з 43 у 1924 до 57 у 1938 році. Кадри для болгарських районів готували Дніпропетровська болгарська партійна школа (створена 1926 року, в 1927 році перенесена до Одеси), Преславські педагогічний технікум та агропрофшкола, болгарські сектори Одеських педагогічного та соціально-гуманітарних інститутів, медичного технікуму, театрального училища.
Болгарське театральне мистецтво розвивалося завдяки діяльності театральної пересувної трупи (створена у 1926 році) та болгарського театру-студії ім. Г.Димитрова (створений у 1934 році).
За нормами Конституції СРСР 1936 року національні райони та сільради втратили юридичні підстави для існування. Закінченням «болгаризації» в УСРР стала постанова Одеського обласного комітету КП(б)У від 5 лютого 1938 року «Про реорганізацію національних районів Одеської області в райони звичайного типу» та постанова політбюро ЦК КП(б)У від 16 лютого 1938 року «Про реорганізацію національних районів та сільрад УРСР в звичайні райони та сільради». Тоді ж було ліквідовано національні райони, а сільські ради, які входили до їх складу, перерозподілялися по інших територіальних одиницях. 16 лютого 1939 року були ліквідовані Коларівський район Запорізької області та Благоєвський район Одеської області.
Після згортання «болгаризації» у 1937—1938 роках розпочались політичні репресії проти болгар в УРСР. Так було відкрито кримінальні справи про так звану «Болгарську національно диверсійно-терористичну організацію» та «Контрреволюційну повстанську болгарську організацію». Загалом репресій зазнали понад дві тисячі болгар.

### «Болгаризація» турків у 1984 — 1985 роках
Початок «болгаризації» турків розпочався 24 грудня 1984 року, коли правоохоронці блокували Карджалійську область на півдні Болгарії, де компактно мешкали турки. Співробітники реєстраційної служби почали змінювати документи, де імена та прізвища писалися на болгарський лад. У межах «болгаризації» також проголошувалася заборона вживання турецької мови у громадських місцях та обмеження прав національних меншин.
Ці дії болгарської влади викликали протести турків. Вже у перші дні в мітингах та демонстраціях взяли участь понад 11 тисяч осіб, і ці протестні акції проходили мирно. Проте найактивніших учасників протестів було заарештовано та заслано в колонію на дунайський острів Белене у Плевенській області.
Спочатку «болгаризацію» влади всіляко приховувала, але у січня 1985 року події у Болгарії набули міжнародного розголосу. Світова громадськість зустріла «болгаризацію» з обуренням, загострилися відносини Болгарії з Туреччиною. Тоді ж президент Франції Франсуа Міттеран у знак протесту відмінив свій візит в Болгарію.
31 березня 1985 року було оголошено, що усі болгарські турки змінили свої прізвища. Згодом заміні підлягали ще 19 типів документів (паспорти, свідоцтва про народження, водійські посвідчення тощо). Так у 1984-1985 роках майже 850 тис. осіб у Болгарії були змушені змінити мусульманські імена та прізвища на болгарські.
Одночасно з «болгаризацією» комуністичний режим Тодора Живкова проводив активну ідеологічну кампанію, у якій оголосив, що в Болгарії турків немає, а дії влади називав «відродженням» та «повернення мусульман Болгарії до свого болгарського коріння». Пропаганда намагалася переконати усіх в тому, що це було добровільне рішення мусульманської меншини.
У наступні роки опір примусовій «болгаризації» набував різних форм, і носив при цьому як мирний так і силовий характер. Так 9 березня 1985 року турецькі радикали здійснили теракт на залізничній гілці Бургас — Софія у селі Буново Софійська область, в результаті якого загинуло 7 осіб (4 дорослих та 3 дитини), ще 9 осіб отримали важкі травми, серед них також 2 дитини. Відповідальність за теракт на себе взяв «Турецький національно-визвольний рух у Болгарії». Терористів було затримано і 25 квітня 1988 року їх було засуджено до смертної кари. Трьох посібників терористів було засуджено до різних термінів ув'язнення. У 1988 та 1989 роках протести набули політичні форми, в країні почали виникати правозахисні організації і товариства захисту прав турецької меншини.
29 травня 1989 року Тодор Живков виступив з заявою по радіо та телебаченню, в якій закликав Туреччину відкрити кордони для тих, хто бажає залишити Болгарію. 3 червня Туреччина відкрила кордони, але 21 серпня 1989 року знову закрила, голова уряду Тургут Озал заявив, що Анкара готова приймати максимум 30 тис. осіб у рік. Все ж 311 862 особи цим скористалася та емігрували в Туреччину. Після того Анкара закрила кордон Болгарська влада оголосила, що болгарські мусульмани нікуди не виїжджали, а їздили у гості до родичів, назвавши цей міграційний рух Великою екскурсією. Туреччина не змогла облаштувати таку кількість переселенців на державному рівні, до того ж у турецькому суспільстві виникла певна напруга щодо іммігрантів. Так турків з Болгарії у самій Туреччині називали «болгарами» або «гяурами». Після завершення дії тримісячних віз, до кінця 1989 року, в Болгарію повернулося близько 40 тисяч осіб, до кінця 1990 року ще близько 150 тисяч емігрантів. Еміграція мусульман та тюркомовних болгар, з політичних та економічних мотивів, у Туреччину тривала з 1989 до 1993 року, поки турецький уряд не запровадив обмеження на в'їзні візи.
У цей же час Туреччина значно активізувалася на міжнародному рівні, наголошуючи на правах турків Болгарії в ООН, ПАРЄ, Європарламенті, організації «Ісламська конференція».
Наприкінці 1989 року мусульмани по всій Болгарії розпочали акції протесту з вимогою повернути їм право використовувати свої прізвища та імена. 29 грудня 1989 року Позачерговий пленум ЦК Комуністичної партії Болгарії дозволив повернути імена та прізвища болгарським мусульманам.
У 1990 році очільника держави та комуністичної партії Тодора Живкова засуджено на 7 років ув'язнення за зловживання владою та розпалювання міжнаціональних конфліктів.. Тодор Живков відбував ув'язнення під домашнім арештом.
11 січня 2012 року Національна асамблея прийняла декларацію яка засуджує спробу насильницької асиміляції болгарських мусульман.
Серед відомих болгарських турків, кого влада змусила змінити своє прізвище був дворазовий чемпіон світу та чемпіон Олімпійський Ігор з важкої атлетики Наїм Сулейманов, який після «болгаризації» став Наумом Шаламановим. У 1986 році під час змагань у Австралії він залишив стан команди та емігрував до Туреччини. Виступаючи за турків під ім'ям Наїм Сулейманоглу, завоював для Туреччини 2 золотих олімпійських медалі.